# مرصد ألاسكا للبراكين
مرصد ألاسكا للبراكين (AVO) هو برنامج مشترك بين هيئة المسح الجيولوجي الأمريكية (USGS)، والمعهد الجيوفيزيائي لجامعة ألاسكا فيربانكس [الإنجليزية] (UAFGI)، وقسم المسح الجيولوجي والجيوفيزيائي لولاية ألاسكا (ADGGS). تأسس مرصد ألاسكا للبراكين في 1988، بدعم من الموارد الفيدرالية والحكومية والجامعية لمراقبة ودراسة علم البراكين في ألاسكا والبراكين الخطرة، والتنبؤ بالنشاط البركاني وتسجيله، والتخفيف من المخاطر البركانية على الحياة والممتلكات. يسمح موقع المرصد للمستخدمين بمراقبة البراكين النشطة، باستخدام أجهزة قياس الزلازل وكاميرات الويب التي تخضع للتحديث بانتظام. يراقب مرصد ألاسكا للبراكين حالياً أكثر من 20 بركاناً في خليج كوك [الإنجليزية]، وهو قريب من المراكز السكانية في ألاسكا، والقوس الألوطي [الإنجليزية] بسبب الخطر الذي تشكله أعمدة الرماد على حركة الطيران.
يعمل مرصد ألاسكا للبراكين من موقعين. يوجد أحدها في مكتب هيئة المسح الجيولوجي الأمريكية في حرم جامعة ألاسكا المحيط الهادئ [الإنجليزية] في أنكوريج. يوجد مكتب المرصد الأخرى في المعهد الجيوفيزيائي بجامعة ألاسكا في فيربانكس.

## البراكين المُراقبة
توضح القائمة التالية البراكين التي تخضع لمراقبة مرصد ألاسكا للبراكين بانتظام، عبر استخدام أدوات الكشف عن النشاط. وعلى الرغم أن غالبية هذه البراكين تقع في مواقع نائية ولا تشكل تهديداً للطيران، هناك عدداً قليلاً منها في بعض المناطق التي قد تؤثر على المجتمعات المأهولة بالسكان.
- قمة أكوتان [الإنجليزية] في جزيرة أكوتان [الإنجليزية] في مجموعة جزر فوكس
- فوهة أنياكتشاك [الإنجليزية] عند النصب التذكاري الوطني لمحمية أنياكتشاك في شبه جزيرة ألاسكا (تشمل قمة أنياكتشاك وجبل فينت)
- مجمع أتكا البركاني [الإنجليزية] في جزيرة أتكا ضمن مجموعة جزر أندريانوف (ويشمل براكين كليوتشيف وكونيا وكوروفين وسارشيف)
- بركان أوغسطين في جزيرة أوغسطين في خليج كوك
- فيشر كالديرا [الإنجليزية] في جزيرة أونيماك ضمن مجموعة جزر فوكس
- بركان سيتكين الكبير في جزيرة سيتكين الكبرى ضمن مجموعة جزر أندريانوف
- بركان إيليامنا [الإنجليزية] في جبال تشيغميت داخل منتزه ومحمية بحيرة كلارك الوطنية
- قمم إيزانوتسكي [الإنجليزية] في جزيرة أونيماك في مجموعة جزر فوكس
- بركان كاناغا [الإنجليزية] في جزيرة كاناغا في مجموعة جزر أندريانوف
- بركان سيتكين الصغير [الإنجليزية] في جزيرة سيتكين الصغرى ضمن مجموعة جزر رات
- بركان ماكوشين [الإنجليزية] في جزيرة أونالاسكا ضمن مجموعة جزر فوكس
- جبل كليفلاند في جزيرة تشوجيناداك في مجموعة جزر الجبال الأربعة
- قمة داتون [الإنجليزية] في شبه جزيرة ألاسكا بالقرب من كولد باي
- قمة إيدجكومب [الإنجليزية] في جزيرة كروزوف بالقرب من سيتكا
- قمة غاريلوي [الإنجليزية] في جزيرة جاريلوي في مجموعة جزر أندريانوف
- قمة غريغس [الإنجليزية] في سلسلة الجبال الأليوطية داخل متنزه ومحمية كاتماي الوطنية
- قمة كاتماي [الإنجليزية] في سلسلة الجبال الأليوطية داخل متنزه ومحمية كاتماي الوطنية
- قمة ماجيك [الإنجليزية] في سلسلة الجبال الأليوطية داخل متنزه ومحمية كاتماي الوطنية
- قمة مارتن [الإنجليزية] في سلسلة الجبال الأليوطية داخل متنزه ومحمية كاتماي الوطنية
- قمة بويليك [الإنجليزية] في شبه جزيرة ألاسكا بالقرب من بحيرة بيخاروف
- قمة سبر [الإنجليزية] في سلسلة جبال ألاسكا بالقرب من أنكوريج (يشمل قمة كريتر)
- قمة فينيامينوف [الإنجليزية] في شبه جزيرة ألاسكا بالقرب من بيري فيل
- قمة رانجل [الإنجليزية] في جبال رانجل في جنوب شرق ألاسكا
- نوفاروبتا في سلسلة الجبال الأليوطية ضمن متنزه ومحمية كاتماي الوطنية
- أوكموك كالديرا [الإنجليزية] في جزيرة أومناك في مجموعة جزر فوكس (تشمل قمة أوكموك وقمة جاغ وبركان توليك)
- بركان بافلوف [الإنجليزية] في شبه جزيرة ألاسكا بالقرب من كولد باي
- بركان ريدوبت [الإنجليزية] في جبال تشيغميت ضمن متنزه ومحمية بحيرة كلارك الوطنية
- بركان سيميسوبوتشنوي [الإنجليزية] في جزيرة سيميسوبوتشنوي ضمن مجموعة جزر رات (ويشمل قمة أنفيل وقمة يونغ)[10]
- بركان شيشالدين في جزيرة يونيماك في مجموعة جزر فوكس
- قمة سنوي [الإنجليزية] في سلسلة الجبال الأليوطية ضمن متنزه ومحمية كاتماي الوطنية
- بركان تاكوانغا [الإنجليزية] في جزيرة تاناغا في مجموعة جزر أندريانوف
- بركان تاناغا [الإنجليزية] في جزيرة تاناغا في مجموعة جزر أندريانوف
- بركان ترايدنت [الإنجليزية] في سلسلة الجبال الأليوطية ضمن متنزه ومحمية كاتماي الوطنية
- أوغاشيك كالديرا [الإنجليزية] في شبه جزيرة ألاسكا بالقرب من بحيرة بيخاروف
- أوكونريك مارس [الإنجليزية] في شبه جزيرة ألاسكا بالقرب من بحيرة بيخاروف
- بركان ويستدال [الإنجليزية] في جزيرة أونيماك ضمن مجموعة جزر فوكس (تشمل قمتي فارس وويستدال)

تُظهر القائمة التالية بعض البراكين التي يراقبها مرصد ألاسكا للبراكين ولكن لا يوجد بها حالياً أجهزة لكشف النشاط البركاني وتعتمد بالأساس على الأقمار الصناعية والملاحظات المحلية. وتشمل هذه البراكين بالأساس البراكين التي شهدت ثورات أو أنشطة بركانية أخرى في السنوات الأخيرة. ولا يقتصر هذا الرصد على البراكين المدرجة أدناه، فيمكن إضافة المزيد في المستقبل إذا تطلب الأمر.
- بركان بوغوسلوف على جزيرة بوغوسلوف ضمن مجموعة جزر فوكس
- بركان ديفيدوف [الإنجليزية] على جزيرة ديفيدوف ضمن مجموعة جزر رات
- جبل فوربيكيد في سلسلة الجبال الأليوطية ضمن منتزه ومحمية كاتماي الوطنية
- بركان كاساتوتشي [الإنجليزية] على جزيرة كاساتوتشي ضمن مجموعة جزر أندريانوف
- بركان كيسكا [الإنجليزية] على جزيرة كيسكا ضمن مجموعة جزر رات
- قمة تشيغيناغاك [الإنجليزية] في شبه جزيرة ألاسكا بالقرب من أوغاشيك
- قمة دوغلاس [الإنجليزية] في سلسلة الجبال الأليوطية ضمن متنزه ومحمية كاتماي الوطنية
- بركان سيغوام [الإنجليزية] على جزيرة سيغوام ضمن مجموعة جزر أندريانوف (ويشمل قمة بير)

## وصلات خارجية
- الموقع الرسمي
- AVO Monitoring Network